# Бирхард
Бирхард (нем. Birrhard) — коммуна в Швейцарии, в кантоне Аргау.
Входит в состав округа Бруг.  Население составляет 651 человек (на 31 декабря 2007 года). Официальный код  —  4093.